# رین راندور
رین راندور (استونیایی: Rein Randver؛ زادهٔ ۲۴ ژوئن ۱۹۵۶) سیاستمدار و نماینده مجلس اهل استونی است. وی از سال ۲۰۰۶ تا ۲۰۰۷ وزیر محیط زیست استونی بوده‌است. 